# Apariciones de Jesús resucitado

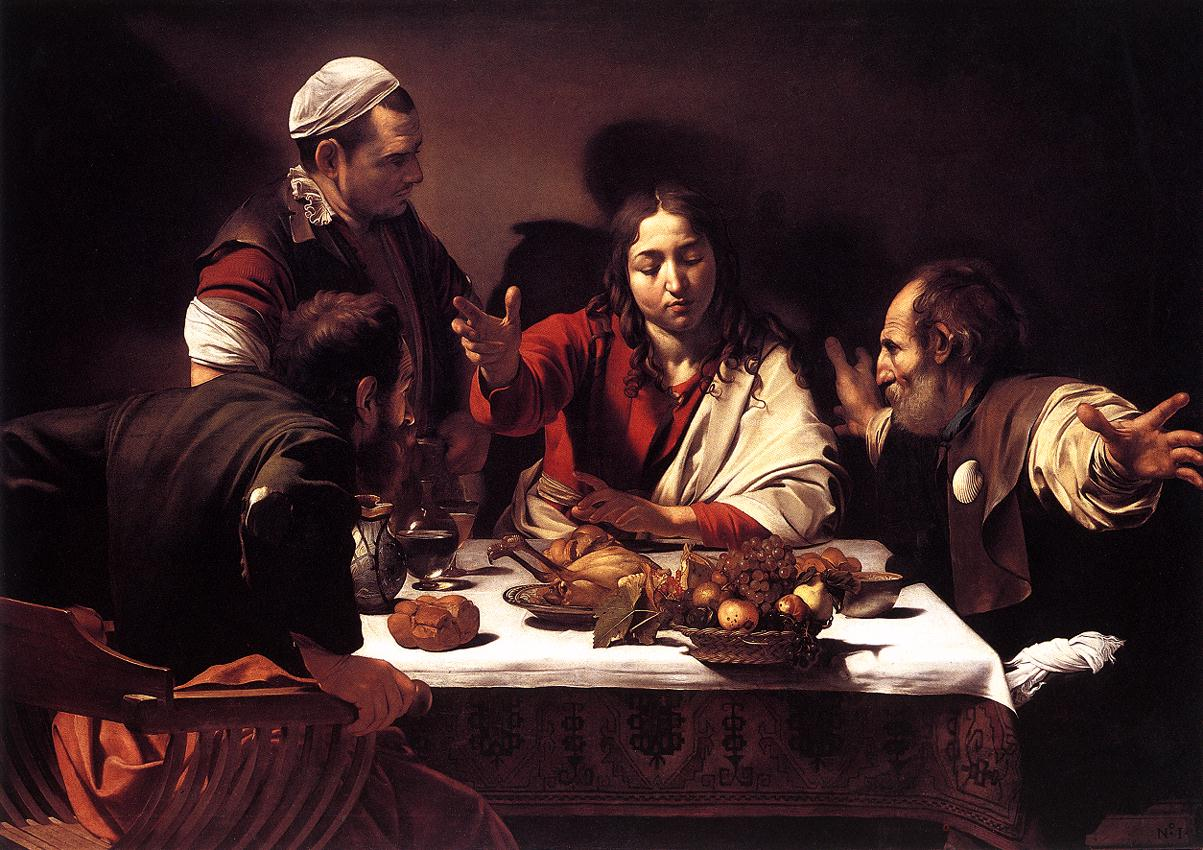
Cena de Emaús, Caravaggio representa el momento en que los dos discípulos reconocen a Jesús, recordando la frase "Él nos explica las escrituras y parte para nosotros el pan".

Las principales apariciones de Jesús resucitado en los evangelios canónicos (y, en menor medida, otros libros del Nuevo Testamento) son reportadas como sucedidas después de su muerte, entierro y resurrección, pero antes de su ascensión. Entre estas fuentes, la mayoría de los estudiosos creen que la Primera Epístola a los Corintios es la más antigua, escrita por el apóstol Pablo, junto con Sóstenes, c. 55 d. C. Por último, el apócrifo Evangelio de los Hebreos relata una aparición a Santiago, el hermano de Jesús.
En el Evangelio de Mateo, Jesús se aparece a María Magdalena y otra María en su tumba vacía. Más tarde, once de los discípulos (menos Judas Iscariote) fueron a un monte de Galilea para encontrarse con Jesús, quien se les aparece y les encarga hacer discípulos de todas las personas y bautizarlos en el nombre del Padre, Hijo y Espíritu Santo, lo que es conocido como la Gran Comisión.
En el Evangelio de Lucas, Jesús se aparece a los discípulos y come con ellos, demostrando que es de carne y hueso, no un espíritu (Lucas 24:39). Él les dice que esperen en Jerusalén para el comienzo de su misión en el mundo, y luego asciende a los cielos. En Hechos 1:3, que se cree fue escrito por el mismo autor de Lucas (Lucas-Hechos), Jesús se aparece a sus discípulos después de su muerte y se queda con ellos durante 40 días antes de ascender al cielo. Hechos describe también la aparición de Jesús a Pablo, en la cual una voz le habla y una luz lo ciega, mientras está en camino a Damasco.
En el Evangelio de Juan, María encuentra a Jesús en la tumba vacía, y él le dice «No me toques», porque todavía no había subido a su Padre. Más tarde, se aparece a los discípulos. Él se mueve a través de una puerta cerrada y deja a «Tomás el incrédulo» tocar sus heridas para demostrar que él es corpóreo. En una aparición posterior, Jesús asigna el papel de Pedro de apacentar a sus ovejas, es decir, liderar a los seguidores de Jesús. El final tradicional del Evangelio de Marcos resume apariciones de la resurrección de Mateo y Lucas.

## Apariciones reportadas en los Evangelios

### Mateo 28
- A medida que María Magdalena y «la otra María» estaban corriendo de la tumba vacía para informar a los discípulos que Jesús está vivo, él les dice que instruyan a los discípulos que vayan a Galilea delante de él para recibirlo (Mateo 28:10).
- A los once apóstoles en una montaña en Galilea, adonde Jesús les había mandado.

### Lucas 24

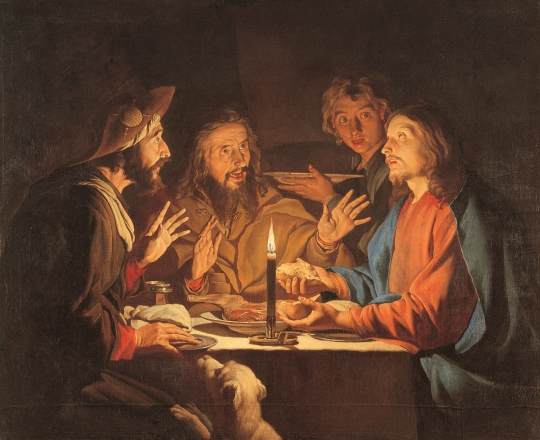
Cena en Emaús, por Matthias Stom, c. 1633-1639. Nótese la «fracción del pan» como el momento preciso de reconocimiento por parte de los discípulos.

- En el camino de Emaús, a Cleofás y a otro discípulo. En un primer momento «los ojos de ellos estaban velados», por lo que no lo pudieron reconocer. Más tarde, mientras que la cena en Emaús «les fueron abiertos los ojos, y le reconocieron».
- «A Simón». Esta aparición no es descrita directamente por Lucas, pero es descrita por los otros apóstoles. No está claro si ocurrió antes o después de la aparición de Emaús.
- A los once, junto con algunos otros (incluyendo Cleofás y su compañero), en Jerusalén.

En Lucas 24:13-32, Cleofás y su compañero relatan cómo reconocieron a Jesús «al partir el pan». B. P. Robinson sostiene que esto significa que un reconocimiento producido en el curso de la comida, pero Raymond Blacketer observa que «Muchos, tal vez la mayoría, de los comentaristas, antiguos y modernos y medievales, han visto la revelación de la identidad de Jesús en la fracción del pan como teniendo algún tipo de referente o implicación eucarística».

### Juan 20-21

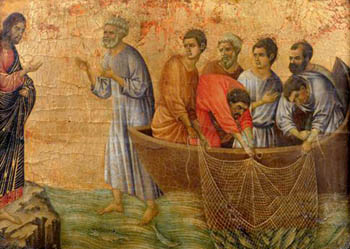
La pesca milagrosa de 153 peces, por Duccio,. Jesús está de pie a la izquierda, en la cuarta aparición del Resucitado en el Evangelio de Juan.

- A María Magdalena. Al principio, ella no lo reconoció y pensó que era un jardinero. Cuando dijo su nombre, ella lo reconoció.
- A los discípulos (sin incluir a Tomás) en ese mismo día. Estaban dentro de una casa «por miedo de los judíos». Jesús entró y se puso en medio de ellos, aunque las puertas estaban cerradas.
- A los discípulos incluyendo a Tomás, llamado Dídimo. Esto fue una semana después, de nuevo en una casa, y dio lugar a la famosa conversación de la incredulidad de Tomás.
- A «Simón Pedro, Tomás llamado el Dídimo, Natanael el de Caná de Galilea, los hijos de Zebedeo, y otros dos de sus discípulos», junto al lago de Tiberíades, que condujo a la pesca milagrosa de los 153 peces y el restablecimiento de Pedro. El discípulo amado de Jesús estaba presente en este grupo.

### Marcos 16
El denominado «Final Largo de Marcos» contiene tres apariciones:
- A María Magdalena, María, la madre de Jacobo, y Salomé.
- A dos de los seguidores de Jesús que iban de camino en el campo (Jesús se les apareció en «otra forma»).
- A los once mientras comían.

El final de Marcos varía sustancialmente entre los manuscritos antiguos, y los especialistas coinciden de forma casi universal sobre que la última parte del final tradicional, en el que se producen todas las apariciones de la resurrección en Marcos, es una adición posterior que no estaba presente en la versión original del Evangelio de Marcos. La mayoría de los estudiosos consideran que la falta de una aparición de la resurrección tiene un significado teológico. Richard Burridge compara el final de Marcos con su comienzo:
El relato de Marcos, como lo tenemos ahora, termina tan bruscamente como comenzó. No hubo introducción o fondo de la llegada de Jesús, y ninguno para su partida. Nadie sabía de dónde venía; nadie sabe a dónde se ha ido; y no muchos lo entendieron cuando estuvo aquí.

## Apariciones reportadas en otros lugares del Nuevo Testamento

### Hechos
- A la Iglesia en Jerusalén, cuarenta días después de la resurrección, después de la cual subió al cielo, con la profecía de volver (Hechos 1:1-11).
- A Saulo Pablo, en el camino a Damasco, creía (según el texto) que era una voz, no una visión; Pablo fue cegado por una luz (Hechos 9:3-9, 22:6-11, 26:12-18) y también, cuando estaba en trance, vio al Señor hablando (Hechos 22:17-21).
- Esteban vio al Señor justo antes de su muerte (Hechos 7:55).
- Pedro también escuchó una voz durante un trance (Hechos 10:9-16, 11:4-10).

### 1 Corintios 15
- «apareció a Cefas, y después a los doce» (1 Corintios 15:5).
- «apareció a más de quinientos hermanos a la vez» (1 Corintios 15:6).
- «apareció a Jacobo; después a todos los apóstoles» (1 Corintios 15:7).
- «al último de todos, como a un abortivo, me apareció a mí» (1 Corintios 15:8); mencionado también en 1 Corintios 9:1.

El registro de Pablo en 1 Corintios 15:3-7 parece representar una declaración de credo pre-paulino derivado de la primera comunidad cristiana.
La antigüedad del credo ha sido localizada por muchos estudiosos de la Biblia a menos de una década después de la muerte de Jesús, proveniente de la comunidad apostólica de Jerusalén. En cuanto a este credo, Campenhausen escribió: «Este relato reúne todas las exigencias de fiabilidad histórica que podrían hacerse de tal texto», mientras que A. M. Hunter dijo: «El pasaje, por lo tanto, conserva únicamente principios y testimonios verificables. Se reúne cada demanda razonable de fiabilidad histórica».
En disidencia con la opinión mayoritaria, Robert M. Price y Hermann Detering argumentan que 1 Corintios 15:3-4 no era un credo cristiano temprano, sino una interpretación post-paulina.
Sin embargo, según Geza Vermes en The Resurrection [La Resurrección] (2008), estos versos no están interpolados, sino que fueron escritos por Pablo a inicios de los años 50 d. C. Vermes dice que las palabras de Pablo son «una tradición que ha heredado de sus mayores en la fe en relación con la muerte, sepultura y resurrección de Jesús». De acuerdo a la epístola de Pablo a los Gálatas, él previamente se había reunido dos de las personas mencionadas en estos versículos como testigos de la resurrección: Jacobo el Justo y Cefas/Pedro:
Después, pasados tres años, subí a Jerusalén para ver a Pedro, y permanecí con él quince días; pero no vi a ningún otro de los apóstoles, sino a Jacobo el hermano del Señor. En esto que os escribo, he aquí delante de Dios que no miento.
—Gálatas 1:18-20
Por otra parte, incluso los estudiosos escépticos coinciden en que el credo de 1 Corintios 15 no es una interpolación, sino era un credo formulado y enseñado desde una fecha muy temprana, después de la muerte de Jesús. Gerd Lüdemann, un estudioso escéptico, sostiene que «los elementos de la tradición deben ser fechados en los dos primeros años después de la crucifixión de Jesús [...] a más tardar tres años [...]». Michael Goulder, otro estudioso escéptico, afirma que «se remonta al menos a lo que Pablo enseñó cuando se convirtió, un par de años después de la crucifixión».

### Apocalipsis
Juan de Patmos experimentó una visión del Cristo resucitado descrita en Apocalipsis 1:12-20. Según Apocalipsis 1:11, el Hijo del Hombre que Juan observó es el emisor de las cartas a las siete iglesias en los capítulos 2 y 3. En Apocalipsis 2:8, por su parte, se llama a sí mismo «El primero y el postrero, el que estuvo muerto y vivió».

## La aparición a María Magdalena
Mientras que Marcos no menciona cuando ocurrió el incidente, Mateo dice que Jesús se apareció a María Magdalena y a «la otra» María cuando volvían a decir a los discípulos lo que habían visto. Juan, por otra parte, presenta un incidente completamente diferente. El relato de Juan es paralelo a los registros sinópticos de la primera visita de María a la tumba, aunque según el cuarto evangelio, María ya había estado en la tumba una vez, y Pedro ya la había inspeccionado. A diferencia de la primera visita, la segunda visita, reportada en Juan, es mucho más similar al registro sinóptico de la tumba vacía, con María mirando en la tumba y siendo testigo de la aparición de dos ángeles en el interior vestidos de blanco brillante. Según Juan, después de ser interrogada por los ángeles acerca de su preocupación por el vacío de la tumba, María se da vuelta y ve a Jesús.
La razón por la que Juan describe a María como permaneciendo fuera de la tumba es desconocida, aunque Agustín de Hipona propuso que «cuando los hombres se fueron, un afecto más fuerte mantuvo al sexo débil firmemente en su lugar». F. F. Bruce sugirió que María esperaba que alguien pasaría por el lugar, por lo que podría obtener alguna información. Se discute  el por qué María no buscó a José de Arimatea, el propietario de la tumba, para obtener información. Una teoría es que José era de tan alto nivel, en términos de clase social, que no sería adecuado para ella acercarse a él directamente. Una solución más obvia es presentada por Schnackenberg (la versión de Juan del Codex Sinaiticus muestra a María esperando dentro de la tumba en vez de fuera, y esta puede ser la forma original), aunque eso no explica por qué ella estaba esperando en absoluto.
Juan representa a María como llorando, en última instancia, haciendo que su nombre sea asociado con Maudlin (una corrupción de Magdalena, «tipificando el arrepentimiento entre lágrimas»). Tanto los ángeles se dirigen a María como mujer, y luego le preguntan por qué había estado llorando. Esto no es tan tosco como puede parecer al principio ya que el término subyacente griego (gynai) era la forma educada para dirigirse a una mujer adulta. Mientras que los sinópticos demuestran un conocimiento de las creencias judías, y la gente en la tumba se presentan como conmocionada y temerosa de los ángeles, Juan no muestra esa conciencia. En cambio, se presenta a María como respondiendo sin rodeos. Mientras algunos creen que esto se debe a que María no reconoció a esas figuras como ángeles, debido al dolor o a las lágrimas, otros estudiosos lo atribuyen a cuestiones relacionadas con el autor de Juan. La conversación en sí difiere considerablemente de la reportada por los sinópticos, y los ángeles son concisos y no dan ningún indicio de la ocurrencia de la resurrección. Calvin intentó justificar esto con el argumento de que en Juan solamente fue incluido lo necesario para respaldar la resurrección. En este punto, los ángeles repentinamente desaparecen de la narrativa, y Juan y los sinópticos comienzan a compartir el orden de los acontecimientos nuevamente.
Marcos menciona el encuentro post-tumba de María con Jesús, pero no da detalles, aunque comenta que Jesús había echado siete demonios fuera de ella, lo que se supone indica un exorcismo. Mateo, a su vez, relata que Jesús se encontró con María Magdalena y la otra María cuando regresaban a donde los otros discípulos; ellas cayeron a sus pies y le adoraron; y él les dio instrucciones para decirles a los discípulos que lo verían en Galilea.
Juan presenta una conversación mucho más elaborada. De acuerdo con el cuarto evangelio, una vez que María explicó a los ángeles acerca de su preocupación por el vacío de la tumba, se gira y repentinamente ve a Jesús, pero lo confunde con un jardinero. En el relato de la conversación en Juan, Jesús repite la pregunta de los ángeles de por qué María estaba llorando, y María le responde de manera similar, añadiendo la solicitud de saber lo que Jesús (a quien aún no reconoce) ha hecho con el cuerpo de Jesús. Después de esta respuesta, Juan señala que Jesús dice el nombre de María. Ella se da la vuelta, se da cuenta de quién es él y clama: «¡Raboni! (que quiere decir, Maestro)». Jesús le dice enigmáticamente: «No me toques, porque aún no he subido a mi Padre» (Noli me tangere). A continuación, le da instrucciones para informar a los discípulos. Para resolver las diferencias entre los Evangelios, algunos comentaristas partidarios de la infalibilidad bíblica como Norman Geisler creen que tras los acontecimientos relatados por Juan, María se encuentra con otro grupo de mujeres, con las cuales se producen los acontecimientos de los relatos sinópticos, aunque no hay ninguna evidencia a favor de esta conclusión partiendo del Evangelio de Juan.

### El reporte de María
Mateo 28:1 señala que María Magdalena y la otra María fueron a ver el sepulcro. Después de la resurrección, Jesús les salió al encuentro. Después de que él las saludó, «Y ellas, acercándose, abrazaron sus pies, y le adoraron. Entonces Jesús les dijo: No temáis; id, dad las nuevas a mis hermanos, para que vayan a Galilea, y allí me verán» (Mateo 28:9-10). Mateo también reporta que mientras María y la otra María regresaban a donde los discípulos, los guardias de la tumba informaron a los jefes de los sacerdotes de «todas las cosas que habían acontecido», y el Sanedrín dio dinero a los soldados para difundir el mensaje de que el cadáver de Jesús había sido robado por sus discípulos. Mateo menciona que este se había convertido en un alegato común entre los judíos (Mateo 28:11-15).

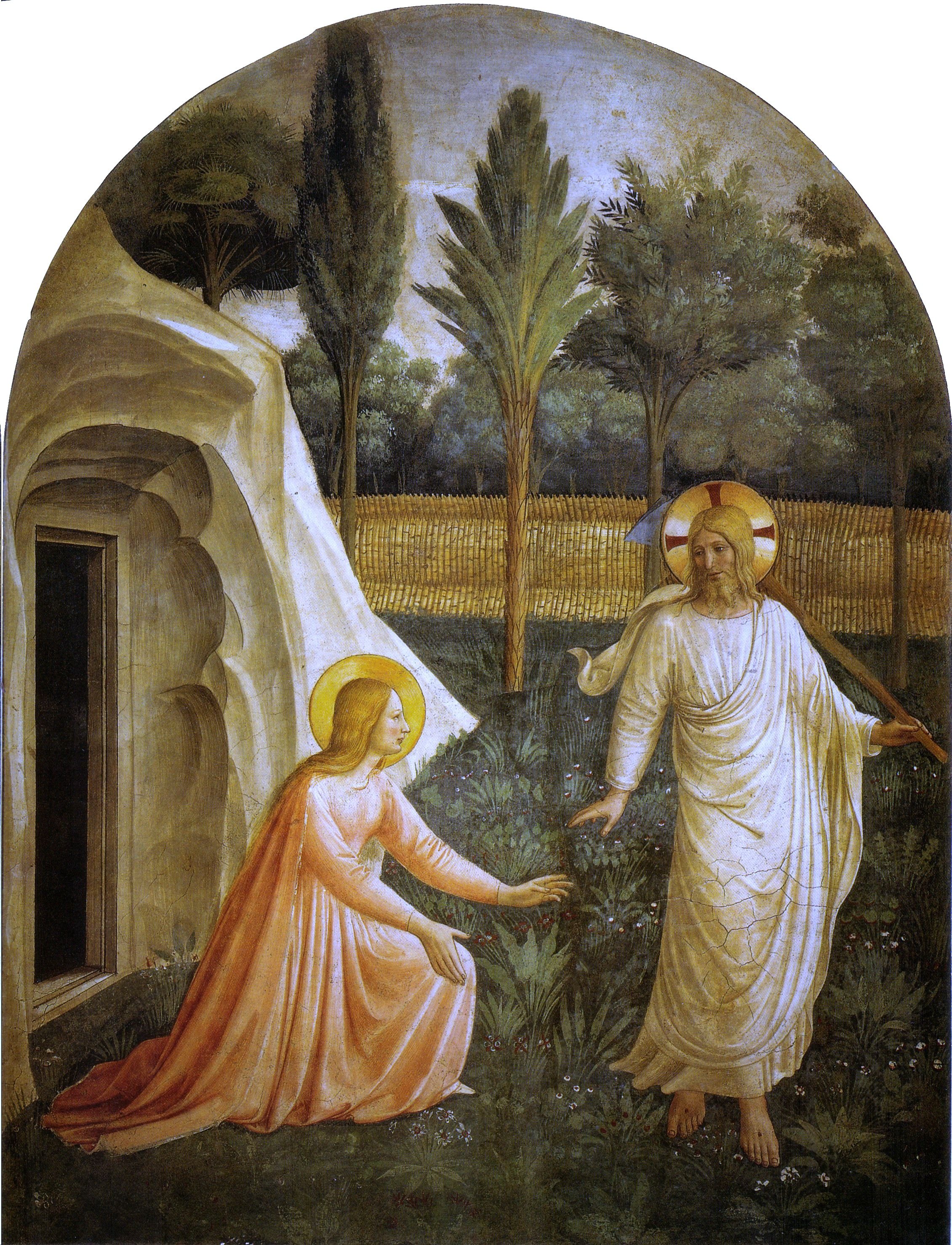
Jesús se aparece a la Magdalena de Fra Angélico. Jesús aparece sosteniendo una azuela, simbolizando el pensamiento de María de él como un jardinero.

Marcos solamente afirma que Jesús se encontró con María (Marcos 16:10).
Lucas señala que «[las mujeres] se acordaron de sus palabras, y volviendo del sepulcro, dieron nuevas de todas estas cosas a los once, y a todos los demás. Eran María Magdalena, y Juana, y María madre de Jacobo, y las demás con ellas, quienes dijeron estas cosas a los apóstoles. Mas a ellos les parecían locura las palabras de ellas, y no las creían» (Lucas 24:8-11).
El Evangelio de Juan da un informe bastante completo de la aparición después de la resurrección de Jesús a María:
Cuando había dicho esto, se volvió, y vio a Jesús que estaba allí; mas no sabía que era Jesús. Jesús le dijo: Mujer, ¿por qué lloras? ¿A quién buscas? Ella, pensando que era el hortelano, le dijo: Señor, si tú lo has llevado, dime dónde lo has puesto, y yo lo llevaré. Jesús le dijo: ¡María! Volviéndose ella, le dijo: ¡Raboni! (que quiere decir, Maestro). Jesús le dijo: No me toques, porque aún no he subido a mi Padre; mas ve a mis hermanos, y diles: Subo a mi Padre y a vuestro Padre, a mi Dios y a vuestro Dios. Fue entonces María Magdalena para dar a los discípulos las nuevas de que había visto al Señor, y que él le había dicho estas cosas.
—Juan 20:14-18

### Noli me tangere

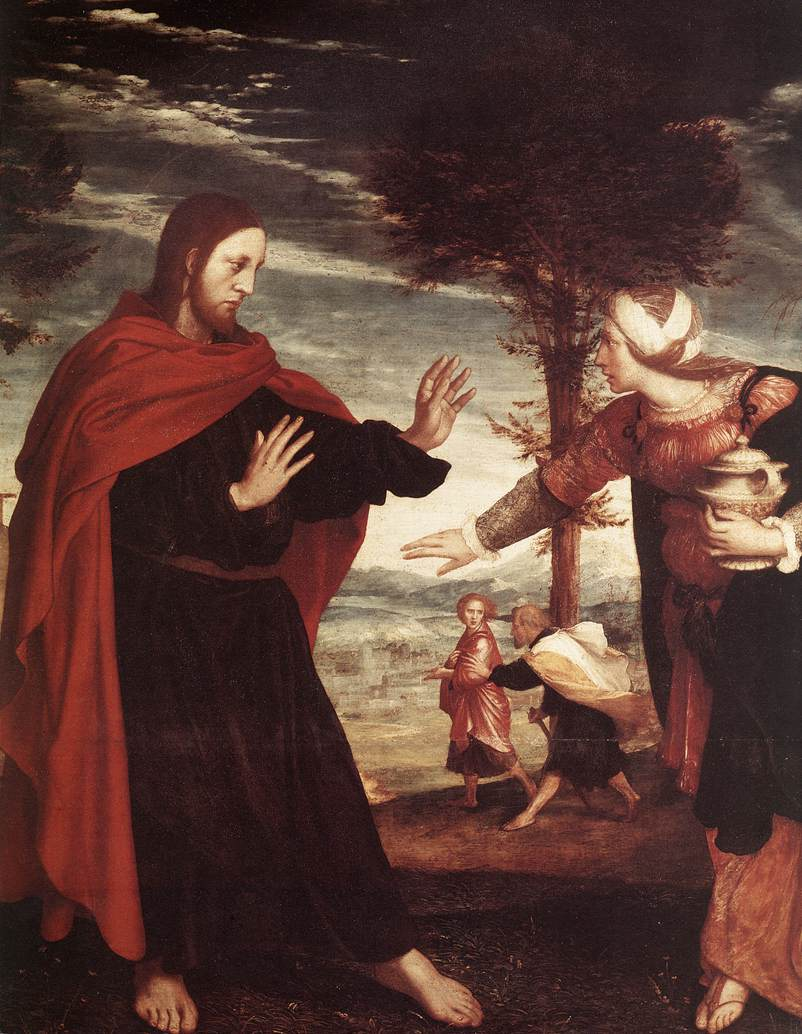
Noli me tangere, por Hans Holbein el Joven.

El significado de lo que Jesús dijo a María (en las traducciones antiguas de la Biblia) con «No [me] toques, porque aún no [he] subido a [mi] Padre» (Juan 20:17) ha sido objeto de debate. La frase en latín, Noli me tangere («No me toques»), llegó a ser conocida como una referencia a estas palabras que se encuentran en las traducciones del Evangelio de Juan, palabras que parecen estar en contradicción con la posterior invitación de Jesús a Tomás Dídimo, en ese mismo capítulo, para que tocara sus manos y su costado (Juan 20:27); y con el registro en Mateo 28:1-9, donde María Magdalena y «la otra María» le abrazan sus pies.
Hay una amplia variedad de soluciones propuestas, tal vez las más fáciles sugieren una corrupción textual, señalando que la palabra «no» originalmente no estaba allí; por su parte, W. E. P. Cotter propuso que el texto originalmente hablaba del miedo en lugar del contacto (es decir, «no me temas»); y W. D. Morris propuso que originalmente se refería al miedo al tacto (es decir, «no temas tocarme»).
No hay, sin embargo, ninguna evidencia manuscrita para estas sugerencias y, por lo tanto, la mayoría de los estudiosos se concentran en argumentos no textuales. Kraft propone que las normas judías de pureza ritual prohibían el contacto con un cadáver, y Jesús deseaba hacer cumplir esto, con respecto a sí mismo como muerto; mientras que C. Spicq propone que Jesús se vio a sí mismo como sumo sacerdote judío, el cual no estaba destinado a ser manchado por agentes físicos en contacto; y varios otros han propuesto que se ordenaba a María tener fe y no buscar pruebas físicas.

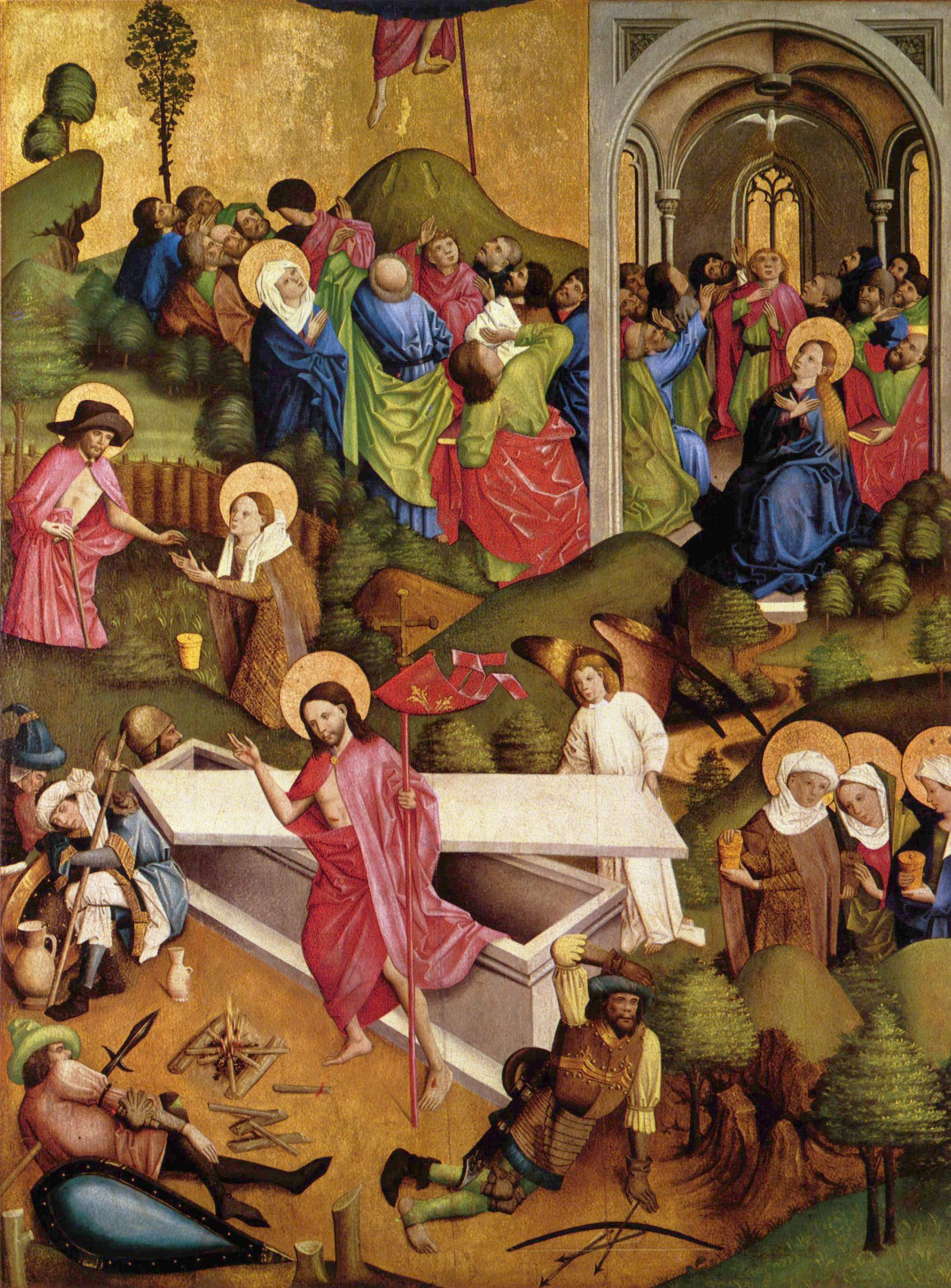
Apariciones de Jesús resucitado. En sentido horario desde la parte inferior: Resurrección, Noli me tangere, Ascensión, Pentecostés (Meister des Schöppinger, c. 1449, Pfarrkirche, Westfalia).

Estas soluciones no textuales descuidan el hecho de que posteriormente Juan describe como Jesús dice a Tomás Dídimo que toque sus heridas para que deje su incredulidad (Juan 20:27-28), lo que aparentemente contradice los argumentos anteriores. En consecuencia, otras propuestas giran en torno a retratar a Jesús como defendiendo alguna forma de propiedad, con Juan Crisóstomo y Teofilacto argumentando que Jesús estaba pidiendo que se le mostrara más respeto. La noción de «propiedad» sostenida por ellos está vinculada a la idea de que, si bien no era apropiado para una mujer tocar a Jesús, sí lo era para un hombre como Tomás. Kastner ha argumentado que Jesús estaba desnudo, ya que las ropas de entierro fueron dejadas en la tumba, y por lo que Juan presenta a Jesús preocupado con que María sea tentada por su cuerpo.
H. C. G. Moule sugirió que Jesús está meramente tranquilizando a María, demostrando que él está firmemente en la tierra y que ella no necesita llevar a cabo ninguna investigación; otros han sugerido que Jesús está simplemente preocupado por mantenerse dentro del tema, esencialmente, diciendo a María «no pierdas el tiempo tocándome, ve y dile a mis discípulos». Barrett ha sugerido que como Jesús prohíbe a María con el argumento de «aún no he subido a mi Padre», podría haber ascendido al cielo antes de reunirse con Tomás (y después de aparecerse a María), volviendo para la reunión con Dídimo, aunque este punto de vista implica que la reunión con Tomás es, en cierta forma, un segundo regreso a la Tierra, por lo tanto, choca con varias cuestiones teológicas, entre ellos la de una Segunda Venida y, por lo tanto, es vista desfavorablemente por la mayoría de los cristianos.
Juan Calvino sostenía que María Magdalena (y la otra María) habían comenzado a aferrarse a Jesús, como si trataran de sujetarlo a la Tierra, por lo que Jesús les dijo que lo dejaran. Otros sostienen que Jesús estaba dispuesto a proporcionar a Tomás las pruebas suficientes para superar su incredulidad, mientras que esto no era un problema para María. En el caso de María, que había amado profundamente a Jesús, evidentemente no es sorprendente que al verlo resucitado (Marcos 16:9) se mostrara reacia a que Jesús la dejara ahora que había regresado. Esto demuestra la capacidad de Jesús de penetrar bajo el exterior y comprender las motivaciones más profundas de cada individuo.
La frase se convirtió en uno de los principales argumentos en el debate cristológico desde la Iglesia primitiva, aparentemente sugiriendo algún tipo de intangibilidad (una visión compartida en la era moderna por Bultmann) y, por lo tanto, aparece defendiendo el docetismo (una visión donde el cuerpo de Jesús no es resucitado como un objeto físico: «no me toques, porque no se puede»). Esto es bastante contradictorio, por el énfasis general de Juan contra el docetismo en otros lugares; y así, los que consideran a Juan como deliberadamente polémico, tienden, en cambio, a ver este verso como un ataque a María. También está en desacuerdo con la invitación de Jesús al apóstol Tomás de «Pon aquí tu dedo, y mira mis manos; y acerca tu mano, y métela en mi costado; y no seas incrédulo, sino creyente».
La razón por la que Juan presenta a María como no reconociendo en un inicio a Jesús, a pesar de que lo había conocido bien durante mucho tiempo, es algo de mucho debate. Una teoría es que, dado que Lucas señala que dos discípulos tampoco reconocieron el aspecto posterior a la muerte de Jesús, la forma física de Jesús después de la resurrección debe haber sido diferente, ya sea debido al proceso de resurrección en sí, o debido a la dura prueba de la crucifixión. Otras explicaciones más simples también se han desarrollado, siendo la más prominente que las lágrimas de María habían nublado su visión o, alternativamente, que ella es tan centrada en recuperar el cuerpo de Jesús que está temporalmente ciega a su existencia frente a ella. Sin embargo, Juan Calvino y muchos otros cristianos leen esto como una metáfora: que la ceguera de María a pesar de ver a Jesús representa, según los cristianos, la ceguera de los no cristianos que ya han sido informados acerca de Jesús. La razón por la que Jesús inicialmente estimula la falta de reconocimiento de María es también una especie de misterio, aunque Dibelius lo ve como una presunción literaria, ya que el tropo de un héroe de regresar siendo no reconocido o encubierto se remonta a por lo menos la Odisea de Homero, y André Feuillet ve ecos del Cantar de los Cantares en este pasaje.

La incredulidad de Tomás.

Los gnósticos frecuentemente consideraron a María Magdalena como superior a los otros discípulos, y mucho más cercana a Jesús, tanto a nivel espiritual y personal y, por lo tanto, el tratamiento de Jesús a María con desdén pondría en duda el respeto y la atención que el gnosticismo puso sobre ella, de la misma manera que Tomás Dídimo es presentado como incrédulo de que Jesús está físicamente allí hasta que él mismo lo confirma, mientras que los gnósticos vieron a Tomás como un gran maestro que tenía muchas revelaciones y que defendía el docetismo.
Juan describe la crucifixión como ocurriendo en un jardín en el que la tumba utilizada para el entierro de Jesús también se encuentra. Los dos ángeles que María Magdalena ve más adelante en esta tumba son descritos como sentados en el banco de piedra en el que el cuerpo de Cristo había sido puesto, en términos que recuerdan a los querubines sobre el propiciatorio del Arca de la Alianza. De este modo, a través de la resurrección de Cristo, su lugar de enterramiento como el lugar de la corrupción definitivo se ha transformado en el Santo de los Santos: la plataforma del entierro en el propiciatorio; su cuerpo en la Shejiná, la forma visible de la presencia divina. En este sentido, las palabras de Cristo a María Magdalena podrían representar el hecho de que él, como el sumo sacerdote celestial, no debe ser tocado hasta que haya entrado al Santo de los Santos celestial a aparecer ante «mi Dios y vuestro Dios» (es decir, indicando la relación humana con Dios que comparte con María Magdalena y sus discípulos) y «mi Padre y vuestro Padre» (es decir, indicando la relación divina con Dios que comparte con María Magdalena y sus discípulos como el primogénito de una nueva humanidad). Al igual que el sumo sacerdote judío en el Día de Expiación y los ángeles en relatos de la resurrección, él habría sido visto vestido con una túnica blanca radiante, la misma prenda de luz blanca en la que apareció en su transfiguración.

## Otras perspectivas
Los críticos sugieren que Jesús pudo haber existido y pueden haber sucedido los acontecimientos narrados en la Biblia, pero que fueron mal interpretados por sus seguidores. James A. Keller cuestiona la fiabilidad de las apariciones de la resurrección, afirmando: «Todo lo que tenemos son los registros que hicieron otras personas de lo que supuestamente vieron los testigos oculares, y estos registros están normalmente incompletos y fueron escritos muchos años después. Por lo tanto, el historiador que quiera entender lo que es el evento de la resurrección esta obligado a usar tardíos e incompletos relatos de segunda mano de lo que vieron los testigos oculares, y de estas registros debe tratar de determinar cuál fue el acontecimiento de la resurrección». Sin embargo, la gran mayoría de los eruditos críticos coinciden en que los discípulos pensaban sinceramente que habían visto a Jesús y «creyeron que Jesús estaba vivo, resucitado de entre los muertos».

## Uso litúrgico
En la iglesia ortodoxa, las apariciones de Jesús resucitado que se encuentran en los cuatro Evangelios se leen en los maitines en un ciclo de once semanas de lecturas del Evangelio, conocido como Los Once Evangelios Maitines.

## Apariciones reportadas fuera del Nuevo Testamento

### En los evangelios apócrifos
En el Evangelio de los Hebreos, Jesús se aparece a su hermano Jacobo el Justo.
Mas el Señor, después de haber dado la sábana al criado del sacerdote, se fue hacia Jacobo y se le apareció. (Porque Jacobo había hecho voto de no comer pan desde aquella hora en que bebió el cáliz del Señor hasta tanto que le fuera dado verle resucitado de entre los muertos). Y poco después el Señor le dijo: Traed la mesa y el pan. [...] Tomó un poco de pan, lo bendijo, lo partió y se lo dio a Jacobo el Justo, diciéndole: Hermano mío, come tu pan, porque el Hijo del hombre ha resucitado de entre los muertos.
En el Evangelio de Pedro, los soldados que vigilan la tumba miran a Jesús salir de allí, con el apoyo de dos hombres, seguido de la Cruz, que habla en su nombre:
Y, apenas los soldados dijeron lo que habían presenciado, de nuevo vieron salir de la tumba a tres hombres, con dos de ellos sosteniendo a uno, y seguidos por una cruz. Y las cabezas de los dos llegaba hasta el cielo, pero la cabeza de aquel a quien conducían sobrepasaba más allá de todos los cielos. Y oyeron una voz, que preguntaba en las alturas: ¿Has predicado a los que están dormidos? Y se escuchó venir de la cruz esta respuesta: Sí.

### Libro del Mormón
En la teología del Movimiento de los Santos de los Últimos Días, Jesús se apareció a los habitantes de las Américas después de su resurrección en Jerusalén, como se relata en el Libro de Mormón (a partir de 3 Nefi 11; téngase en cuenta que este libro es de 1830). Sus adherentes piensan que es un cumplimiento de la mención de «otras ovejas» de Cristo en el Evangelio de Juan.